# توموكو سوزوكي
توموكو سوزوكي (鈴木 智子) (26 يناير 1982 في كاناغاوا في اليابان - )؛ هي لاعبة كرة قدم كانت تلعب كمهاجم. ولعبت مع منتخب اليابان لكرة القدم للسيدات.

## وصلات خارجية
- توموكو سوزوكي على موقع الاتحاد الدولي (مؤرشف)  (الإنجليزية)
- توموكو سوزوكي على موقع أوليمبيديا (الإنجليزية)